# Kim Sands
Kim Sands (* 11. Oktober 1956) ist eine ehemalige US-amerikanische Tennisspielerin.
Sands gewann während ihrer Karriere einen WTA-Titel im Doppel und erreichte im Jahr 1984 mit Rang 44 ihre beste Weltranglistenplatzierung im Einzel. Im Doppel konnte sie drei Jahre später bis auf Platz 37 vorstoßen.
Sie war die erste Afroamerikanerin, die an der University of Miami ein Stipendium erhielt.

## Turniersiege

### Doppel
| No. | Datum     | Turnier     | Kategorie                      | Belag           | Partner   | Gegner                      | Ergebnis      |
| 1.  | März 1981 | Los Angeles | WTA Avon Championships Circuit | Teppich (Halle) | Susan Leo | Peanut Louie Marita Redondo | 6:1, 4:6, 6:1 |